# 549 Jessonda
549 Jessonda
549 Jessonda là một tiểu hành tinh ở vành đai chính. Nó được Max Wolf phát hiện ngày 15.11.1904 ở Heidelberg, và được đặt theo tên nhân vật Jessonda, trong vở opera cùng tên của Ludwig Spohr.